# 齐安郡 (南梁)
齐安郡，中国南北朝时设置的郡。
南朝梁置齐安郡，郡治齐安县（今广东恩平市北），属高州。辖境相当今广东省恩平市一带，南朝陈沿置，隋文帝开皇十年（590年）废齐安郡，下辖齐安县直属高州，后来齐安县改为海安县。